# All American Hockey League

Logo der All American Hockey League

Die All American Hockey League (kurz AAHL, bis 2009 All American Hockey Association, kurz AAHA) war eine professionelle Low-Level Eishockey-Minor-League, an deren Spielbetrieb in der Saison 2010/11 sechs Teams aus dem Mittleren Westen der Vereinigten Staaten teilnahmen. Die Liga kooperierte mit der International Hockey League, einige Teams unterhielten zudem Beziehungen zu Mannschaften aus der Junior-A Northern Pacific Hockey League sowie der Junior-A United Junior Hockey League.

## Geschichte

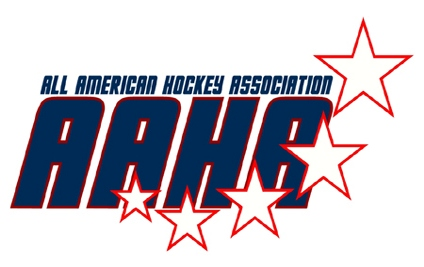
Logo der All American Hockey Association (2008–2009)

Die All American Hockey Association wurde 2008 gegründet, als sich zwei Mannschaften der aufgelösten Mid-Atlantic Hockey League und zwei Teams der Midwest Hockey League zu einem neuen Spielbetrieb zusammenschlossen. In der Saison 2008/09 absolvierte jedes Franchise 40 Spiele. Am 14. April 2009 teilte der Vorstand der AAHL mit, dass die Organisationsform von einer Gemeinschaft in eine Liga umgewandelt und der Name in All American Hockey League geändert werden solle.
Am 14. Februar 2009 war die Torhüterin Kira Hurley von den Evansville IceMen die erste Frau, die einen Scorerpunkt in einem professionellen Männer-Pflichtspiel erzielen konnte. Hurley wurde daraufhin mit einem Eintrag im Museum der Hockey Hall of Fame in Toronto bedacht. Am 5. April 2009 gewannen die Chi-Town Shooters als erste Mannschaft die Meisterschaft der AAHL.
Am 10. August 2009, schloss sich die AAHL mit der Midwest Hockey League (MWHL) zusammen und übernahm neben den Madison Ice Muskies auch den Kern des MWHL-Personals.
Zur Saison 2010/11 kehrten die Madison Ice Muskies in die AAHL zurück, nachdem der Spielbetrieb zuvor im Januar 2010 eingestellt worden war. Außerdem wurden die Queen City Storm, Lapeer Loggers und Troy Bruins in die Liga aufgenommen. Die West Michigan Blizzard wurden nach Dyer, Indiana, umgesiedelt und in Indiana Blizzard umbenannt.
Die Chi-Town Shooters verließen im August 2010 die Liga und planten zur Saison 2011/12 in einer Juniorenliga den Spielbetrieb fortzusetzen. Die Evansville IceMen wurden in die Central Hockey League aufgenommen.
Im Dezember 2010 stellten die Indiana Blizzard den Spielbetrieb mit sofortiger Wirkung ein. Die durch diesen Abgang entstandene Lücke wurde mit den Chi-Town Shooters gefüllt, die ihre Pläne verwarfen und in die AAHL zurückkehrten. Nur wenige Tage später, am 5. Januar 2011, wurde bekannt, dass die Troy Bruins die Liga mit sofortiger Wirkung verlassen.
Für den 19. Januar 2011 war es geplant, ein AAHL All-Star Game in Battle Creek im US-Bundesstaat Michigan auszutragen, dies wurde allerdings einen Tag zuvor abgesagt. Nachdem die Spielzeit 2010/11 mit lediglich zwei Teams, den beiden Gründungsmitgliedern Battle Creek Revolution und Chi-Town Shooters, beendet wurde, verkündete die Liga im Juni 2011 den vollständigen Ausfall der Saison 2011/12. Die AAHL plante den Spielbetrieb zur Saison 2012/13 wieder aufzunehmen, dies geschah jedoch nicht.

### Ehemalige Teams
- Battle Creek Revolution (2008–2011)
- Chi-Town Shooters (2008–2011)
- Chicago Blaze (2008)
- Detroit Dragons (2008–2009)
- Detroit Hitmen (2009, wurden West Michigan Blizzard)
- Evansville IceMen (2008–2010)
- Indiana Blizzard (2010)
- Lapeer Loggers (2010–2011)
- Madison Ice Muskies (2009–2010)
- Michigan Moose (2011)
- Queen City Storm (2010–2011)
- Troy Bruins (2010–2011)
- West Michigan Blizzard (2009–2010, wurden Indiana Blizzard)
- Wooster Korn Kings (2010)

## Rod Davidson Cup

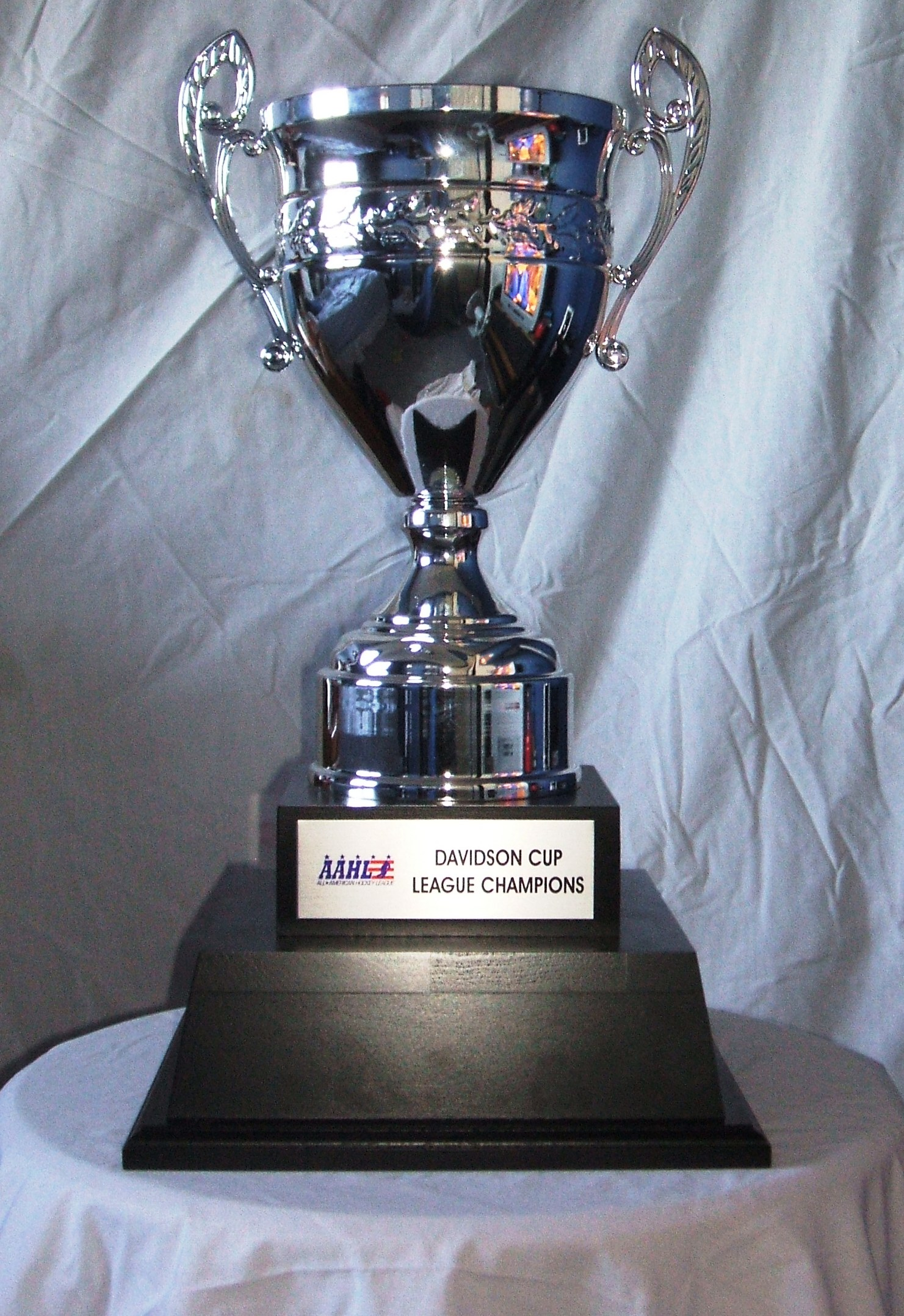
Rod Davidson Cup

Der Sieger der AAHL-Playoffs erhielt den Rod Davidson Cup. Er war nach dem Commissioner der Liga benannt.

### Gewinner
- 2008/09 Chi-Town Shooters
- 2009/10 Evansville IceMen
- 2010/11 Battle Creek Revolution

## Awards

### Saison 2008/09
- Champions Cup (Rod-Davidson-Cup-Gewinner): Chi-Town Shooters
- Regular Season Champions (beste Mannschaft der regulären Saison): Chi-Town Shooters
- Scoring Champion (bester Scorer): Shane Heffernan, Chi-Town Shooters/Evansville IceMen
- Coach of the Year (Trainer des Jahres): Jason Reichart, Evansville IceMen
- Executive of the Year (General Manager des Jahres): Joe Kolodziej, Battle Creek Revolution
- Most Valuable Player (wertvollster Spieler): Matt Moffat, Chi-Town Shooters
- Sportsman of the Year (fairster Spieler des Jahres): Matt Wagner, Evansville IceMen
- Defensive Player of the Year (defensiver Spieler des Jahres): Jeff McDowal, Chi-Town Shooters
- Goaltender of the Year (Torhüter des Jahres): Justin Grevious, Evansville IceMen

### Saison 2009/10
- Champions Cup (Rod-Davidson-Cup-Gewinner): Evansville Ice Men
- Regular Season Champions (beste Mannschaft der regulären Saison): Chi-Town Shooters
- Scoring Champion (bester Scorer): Cameron Sault, Madison Ice Muskies/West Michigan Blizzard
- Coach of the Year (Trainer des Jahres): Bob Clouston, Battle Creek Revolution
- Executive of the Year (General Manager des Jahres): Bill & Sandy Vitale, West Michigan Blizzard
- Most Valuable Player – Cameron Sault, West Michigan
- Sportsman of the Year (fairster Spieler des Jahres): Ky Moje, Battle Creek Revolution
- Defensive Player of the Year (defensiver Spieler des Jahres): Rob Schweyer, Battle Creek Revolution
- Goaltender of the Year (Torhüter des Jahres): John Dorman, Evansville IceMen
- On-Ice Official of the Year (Schiedsrichter des Jahres): Ryan Harrison
- Equipment Manager of the Year (Zeugwart des Jahres): Jeremy Holloway, West Michigan
- Website of the Year (Webseite des Jahres): Evansville IceMen